# RMS Arabia
RMS Arabia byl kolesový parník vybudovaný roku 1852 v loděnicích Robert Steele & Co. ve skotském Greenocku. 21. června 1852 byl spuštěn na vodu a 1. ledna 1853 vyplul na svou první plavbu na trase Liverpool-New York. Od 21. ledna 1854 sloužil na poštovní lince společnosti Liverpool-Halifax-New York. Tentýž rok sloužil jako transportní loď v krymské válce, kde převážel francouzské jednotky z Marseille do Černého moře. V roce 1858 kolidoval s Europou a byl vážně poškozen. V roce 1864 byl prodán a zakrátko poté nakonec rozebrán.
Arabia byla identické dvojče parníku La Plata, který se měl původně jmenovat také Arabia, ale odkoupila ho Royal West India Mail Company. Loď měla větší kapacitu a byla i považována za lepší ve výbavě než ostatní lodě Cunardu. Záď zdobila celá řada ornamentů, celkovou délku lodě ještě rozšiřovala promenádní paluba.